# Ciohorăni
Ciohorăni is een Roemeense gemeente in het district Iași.
Ciohorăni telt 2100 inwoners.